# Sainte-Anne-sur-Vilaine
Sainte-Anne-sur-Vilaine (en bretó Santez-Anna-ar-Gwilen) és un municipi francès, situat a la regió de Bretanya, al departament d'Ille i Vilaine. L'any 2006 tenia 936 habitants.

## Demografia
| 1962                                       | 1968 | 1975 | 1982 | 1990 | 1999 |
| ------------------------------------------ | ---- | ---- | ---- | ---- | ---- |
| 779                                        | 880  | 846  | 797  | 737  | 779  |
| Des de 1962: població sense dobles comptes |      |      |      |      |      |

## Administració
| Període | Identitat     | Partit |
| ------- | ------------- | ------ |
| 2001-   | Marcel Renaud |        |